# Kanton La Châtre
Der Kanton La Châtre ist seit 1790 ein französischer Wahlkreis im Arrondissement La Châtre, im Département Indre und in der Region Centre-Val de Loire; sein Hauptort ist La Châtre.

## Gemeinden
Der Kanton besteht aus 34 Gemeinden mit insgesamt 15.721 Einwohnern (Stand: 1. Januar 2022) auf einer Gesamtfläche von 785,54 km²:
| Gemeinde                      | Einwohner 1. Januar 2022 | Fläche km² | Dichte Einw./km² | Code INSEE | Postleitzahl | Arrondissement |
| ----------------------------- | ------------------------ | ---------- | ---------------- | ---------- | ------------ | -------------- |
| Bommiers                      | 320                      | 28,38      | 11               | 36019      | 36120        | Issoudun       |
| Briantes                      | 596                      | 23,12      | 26               | 36025      | 36400        | La Châtre      |
| Brives                        | 239                      | 19,61      | 12               | 36027      | 36100        | Issoudun       |
| Champillet                    | 126                      | 6,94       | 18               | 36038      | 36160        | La Châtre      |
| Condé                         | 227                      | 23,82      | 10               | 36059      | 36100        | Issoudun       |
| Feusines                      | 208                      | 12,49      | 17               | 36073      | 36160        | La Châtre      |
| La Berthenoux                 | 361                      | 39,82      | 9                | 36017      | 36400        | La Châtre      |
| La Châtre                     | 4.038                    | 6,06       | 666              | 36046      | 36400        | La Châtre      |
| Lacs                          | 655                      | 13,46      | 49               | 36091      | 36400        | La Châtre      |
| La Motte-Feuilly              | 74                       | 5,68       | 13               | 36132      | 36160        | La Châtre      |
| Lignerolles                   | 115                      | 13,00      | 9                | 36095      | 36160        | La Châtre      |
| Lourouer-Saint-Laurent        | 250                      | 11,21      | 22               | 36100      | 36400        | La Châtre      |
| Meunet-Planches               | 168                      | 26,73      | 6                | 36121      | 36100        | Issoudun       |
| Montlevicq                    | 106                      | 18,79      | 6                | 36130      | 36400        | La Châtre      |
| Néret                         | 188                      | 19,05      | 10               | 36138      | 36400        | La Châtre      |
| Neuvy-Pailloux                | 1.161                    | 41,81      | 28               | 36140      | 36100        | Issoudun       |
| Nohant-Vic                    | 451                      | 21,25      | 21               | 36143      | 36400        | La Châtre      |
| Pérassay                      | 415                      | 24,19      | 17               | 36156      | 36160        | La Châtre      |
| Pouligny-Notre-Dame           | 641                      | 33,75      | 19               | 36163      | 36160        | La Châtre      |
| Pouligny-Saint-Martin         | 232                      | 15,66      | 15               | 36164      | 36160        | La Châtre      |
| Pruniers                      | 497                      | 49,00      | 10               | 36169      | 36120        | Issoudun       |
| Saint-Août                    | 817                      | 54,11      | 15               | 36180      | 36120        | La Châtre      |
| Saint-Aubin                   | 151                      | 28,32      | 5                | 36181      | 36100        | Issoudun       |
| Saint-Chartier                | 465                      | 27,52      | 17               | 36184      | 36400        | La Châtre      |
| Saint-Christophe-en-Boucherie | 234                      | 26,89      | 9                | 36186      | 36400        | La Châtre      |
| Sainte-Sévère-sur-Indre       | 775                      | 26,03      | 30               | 36208      | 36160        | La Châtre      |
| Sazeray                       | 296                      | 22,69      | 13               | 36214      | 36160        | La Châtre      |
| Thevet-Saint-Julien           | 395                      | 30,94      | 13               | 36221      | 36400        | La Châtre      |
| Thizay                        | 229                      | 16,65      | 14               | 36222      | 36100        | Issoudun       |
| Urciers                       | 239                      | 19,02      | 13               | 36227      | 36160        | La Châtre      |
| Verneuil-sur-Igneraie         | 343                      | 9,84       | 35               | 36234      | 36400        | La Châtre      |
| Vicq-Exemplet                 | 321                      | 38,74      | 8                | 36236      | 36400        | La Châtre      |
| Vigoulant                     | 99                       | 9,71       | 10               | 36238      | 36160        | La Châtre      |
| Vijon                         | 289                      | 21,26      | 14               | 36240      | 36160        | La Châtre      |
| Kanton La Châtre              | 15.721                   | 785,54     | 20               | 3608       | –            | –              |

Bis zur landesweiten Neuordnung der französischen Kantone im März 2015 gehörten zum Kanton La Châtre die 19 Gemeinden Briantes, Champillet, Chassignolles, La Berthenoux, La Châtre, Lacs, La Motte-Feuilly, Le Magny, Lourouer-Saint-Laurent, Montgivray, Montlevicq, Néret, Nohant-Vic, Saint-Août, Saint-Chartier, Saint-Christophe-en-Boucherie, Thevet-Saint-Julien, Verneuil-sur-Igneraie und Vicq-Exemplet. Sein Zuschnitt entsprach einer Fläche von 426,68 km2. Er besaß vor 2015 den INSEE-Code 3609.